# Бронзова епоха в България
Бронзовата епоха в България продължава между 2800 и 1200 г. пр. Хр. и се дели на три периода – ранна (2800 – 2100 г. пр. Хр.), средна (2100 – 1650 г. пр. Хр.) и късна (1650 – 1200 г. пр. Хр.).
Ранната бронзова епоха в България се дели на три етапа: Езеро А, Михалич и Свети Кирилово. По отношение на началото на тази епоха има няколко основни мнения:
- през 1971 г. Васил Миков я поставя в 2500 г. пр. Хр.
- през 1975 г. Румен Катинчаров – в 2750 г. пр. Хр.
- Иван Панайотов – в 3200 – 3000 г. пр. Хр., а през 1981 г. изтегля датата до 3500 г. пр. Хр.
За средната бронзова епоха цари единодушие 2000/1900 – 1600/1500 г. пр. Хр. Началото на късната бронзова епоха е през 1600 – 1500 г. пр. Хр., а за край на бронзовата епоха се приема 1200 – 1100 г. пр. Хр.
През II-III хил. пр. Хр. е открит бронзът. С бронзови накрайници на дървените рала обработката на земята се усъвършенства. С бронзови оръжия – стрели, копия, мечове, войната започва да изглежда лесно занятие. В съперничеството за злато, земи и власт племената враждуват и често воюват помежду си. Войната става част от човешкото ежедневие.
Краят на III хилядолетие пр. Хр. настъпва с пълното господство на бронзовата култура в почти всички обитавани земи на Евразия. В големите средища на земеделската култура окончателно се разпада родовата структура на обществото, създава се класова организация и наченки на държавност на няколко места. Матриархатът постепенно отпада и се утвърждава патриархатът. Според някои автори, бронзовият век е век на миграции за скотовъдните племена на вътрешноконтиненталните степи и високи плата. Според други, промяната не се дължи на миграция, а на сезонни локални премествания на населението или предаване на нова култура от съседни територии – век през който е започнала експлоатацията на бронза и в края на епохата той е широко разпространен. Бронзовата епоха съвпада изобщо с II хил. пр. Хр., но бронзовата металургия и културата на патриархално-родовите общини на места се появяват значително по-рано поради неравномерното развитие на човешките общества. Изцяло в бронзовата епоха попадат великите цивилизации на Двуречието и Египет. В тези страни класовото общество и държавата се появяват още през каменно-медната епоха. Сплавта от мед и олово е позната на различни места още през III хил. пр. Хр. Още с появата си медта станала важен предмет за обмен. Производството на бронз зависело най-вече от възможностите за разпространяване на оловото.
Най-простият и същевременно най-ефикасен при условията на първобитната техника метод за добиване на рудата се състоял в следното:
Скалата, в която има медни или оловни съставки, се нагрява с огън, а след това се охлажда с вода. В резултат скалата се напуква от смяната в температурата. В пукнатините се набиват сухи дървени клинове, които след това се намокрят, за да набъбне дървото. При това пукнатините се разширяват и причиняват разрушаването на каменните масиви. В примитивните шахти и галерии си служели и много векове и хилядолетия след първите стъпки на металургията продължавали да си служат предимно с дървени прибори – ведра, стълби, дори помпи за изчерпване на водата. Надробената скална маса се изнася с мехове и торби на повърхността, където продължава обработката на рудата. Широко се използват оръдия от кост и особено каменни чукове. Рудата се топи в открити огнища, но още от зората на металургията са познати и специални пещи, градени от камък и измазани с глина. Предполага се, че за да се получи висока температура, по-късно са били използвани и дървени въглища. Стритата руда се полага на последователни пластове, редуващи се с въглища. Притокът на въздух се осигурява през специални отвори с помощта на мехове.
Бързите успехи на бронза в стопанството на първобитното общество се дължат на няколко причини. Докато медта се извлича от рудата при 1084 градуса по Целзий, бронзът се топи при значително по-ниска температура – 700 – 900 градуса по Целзий. Из целия тогавашен свят по пътя на обмена от главните центрове на металургията се разпространявали слитъци от готова сплав, от която навсякъде при еднакви условия са могли да изработват сечива и други предмети. Служели са си с глинени лъжици за изливане на разтопения метал във форми, направени от глина или камък. Глинените калъпи са по-чупливи, но каменните се запазвали за дълга употреба.
Важно предимство на бронза пред медта е, че той е много по-твърд и по-устойчив на корозия. Всичко това е гарантирало бързия успех на бронза като суровина, без разбира се да го прави господстващ в производството. Той не е могъл да измести напълно каменните и кремъчните оръдия, костените дръжки и други подобни. Тежките и масивни сечива като мотики, лемежи за плугове, лопати и други рядко се изработвали от бронз. Но през II хил. пр.н.е. бронзът постепенно започва да преобладава във всички области на производството и бита. Това повишава производителността на човешкия труд, особено с развитието на плужното земеделие, и помага за диференциране на обществени категории при условията на разлагане на родовообщинните отношения. Става лесен преходът към класова робовладелска структура.
Още един фактор в развитието на стопанството през бронзовата епоха се появява с одомашняването на коня. Известен навярно още от III хилядолетие пр.н.е., конят става важно средство за превоз и пренос едва през II хил. пр. Хр., но не само това. Във вътрешноконтиненталните степни райони на Евразия конят става основно животно в стопанството на много народи, които по силата на вътрешни обществени условия се превръщат в подвижна сила и опасни съседи на земеделските племена на Юга. Така се създава и онази естествена диференциация между номадските и полуномадските народи и уседналите земеделци. Бронзовата епоха и по нашите земи съвпада с III и II хил. пр. Хр. В много селищни могили от новокаменната или каменно-медната епоха най-горните културни пластове илюстрират само първите фази на бронзовата култура, а не нейното последващо развитие, което показва, че носителите на тази култура след един сравнително къс период на живот на едно място напускат старите обиталища и се заселват на нови места. Така е например в Караново, където Караново VII представлява първата фаза на една нова бронзова култура, но нейното продължение не се открива в същото селище. В Казанлък бронзовата култура е след хиатус върху развалините на неолитно селище от типа Караново I-III.
Особено значение за праисторията на балканските земи имат условно наречените наколни селища, открити в дълбоките слоеве на Варненското езеро. Известни са значителен брой между с. Страшимирово и Варна. Някогашните жилищни площадки, закрепени на дъбови, брястови или тополови колове, са се разполагали над сладководните води на езеро, образувано от водите на Девненската река. Глинените и костените женски фигури, украсената с инкрустация и графит керамика не се отличават от тези в могилните селища при Русе, Салманово, Коджадермен, Караново VI и др. от енеолита. Най-важните данни, които притежаваме за културата на бронза, са почерпени от изследването на някои селищни могили – Дипсизката могила при с. Езеро, Новозагорско, могилите в Казанлък, в с. Биково, Старозагорско, в Свети Кирилово, Веселиново и Михалич, Хасковско, Разкопаница и Юнаците, Пловдивско. В Циганската могила в Нова Загора бронзовата култура е засвидетелствала пряко продължение на ранния бронз в Дипсизката могила в нейните средни фази, като продължава развитието на културата до ранножелязната епоха. Особено интересна група находища от бронзовата епоха има в Северозападна България. Най-важно от тях е селището при с. Балей на р. Тимок.
Появата на бронзовата култура в България се свързва с най-стария културен пласт на Троя. В селището при с. Езеро бронзовата култура е представена в минимум 13 жилищни хоризонта (някои автори са склонни да смятат, че хоризонтите са 15 – 16) в пласт, дебел 3,5 м, първите хоризонти от който най-вероятно датират във времето преди Троя I-IV хоризонт. То е резултат не само на засилени връзки между балканските земи и Предна Азия, но и на собствено развитие на местната енеолитна култура. Не е изключена и появата на ново население в югоизточните части на Балканския полуостров. В селищната могила в Езеро е представена цялата ранна бронзова епоха и може би тук е най-ранният бронзов хоризонт в Тракия.
В Езеро е разкрит сравнително голям жилищен комплекс от селището. Дългите жилища (10х4 м) с апсидни задни стени са наредени плътно едно към друго. Дългите им стени са общи. По този начин се е образувал голям дом, разделен на отделни помещения. Очевидно той принадлежал на голям род, където отделните семейства живеели в самостоятелни жилища. В дъното на жилището винаги има огнище или пещ, съдове за храни, хромели. Обикновено всяко семейно жилище се дели на две отделения. Едно от откритите жилища има в предното си отделение 6 големи делви в земята от неопалена глина (зърнохранилища), хромел и глинени тежести от отвесен тъкачен стан. Във вътрешното помещение имало огнище и пещ. Там е намерена каменна форма за отливане на бронзова брадва. Оръдията на труда още през ранната фаза на бронзовата епоха получават съвършени форми. Продължава производството на великолепно огладени каменни брадви, брадви-чукове и подобни от репертоара на по-старата епоха. Каменните брадви наподобяват форми на бронзови екземпляри. В производството и бита се появяват и разпространяват масово произвеждани в каменни калъпи бронзови сърпове, ножове от различен вид, брадви. Последните са от два типа – плътни и кухи.
Керамиката през бронзовата епоха в България изглежда се изработвала на специални плоски глинени кръгове, останки от които говорят за зачатъци на техниката на колелото. Явяват се типични за бронзовата епоха чаши с обърнат навън ръб на устието, с или без дръжки, т.нар. чаши тип „Свети Кирилово“. Освен такива чащи в западната част на Горнотракийската низина се появяват друг тип остродънни чаши, наречени чаши тип „Юнаците“ (наречени по епонимния обект). Интересното при тези чаши е, това че с острото си дъно те не могат да стоят на него, оттук някои учени изказват теорията, че те са за пиене на вино „на екс“. Дълбоки делви с цилиндрични шии и малки дръжчици, кани с една дръжка и косо отрязано устие и подобни съдове се срещат масово в ранната и средната фаза на бронзовата епоха.
Типични за бронзовата епоха са съдове с дръжки, наподобяващи животински фигури, много обобщени като обем и стилизирани в духа на изкуството на епохата, но със своеобразна геометрична изразителност. Дръжките не възпроизвеждат определен вид животно, а животно въобще.
По отношение на погребалните обреди през бронзовата епоха за първи път на територията на България се появяват могилни гробове. За тях са изказани интересни хипотези относно цяла или частична смяна на населението. Иван Панайотов пише много интересна монография за ямната култура и нейното разпространение на територията на България. Именно тези могилни гробове пораждат много научни спорове. Някои изследователи твърдят, че тук е дошло ново население (най-вероятно номадско) и преди това е избило или асимилирало старото. Други са склони да вярват, че този нов погребален обред навлиза на територията на България чрез културни контакти между тукашното население и население от Приазовието. Оттук тръгват и някои от теориите за преселническия характер на траките. Освен могилни гробове продължават да се срещат и добре познатите плоски некрополи.
В този геометризиращ и линеарен стил са забележителните рисунки във вътрешността на пещерата Магура при с. Рабиша, Белоградчишко, където най-вероятно е имало родово или племенно светилище. Фигурите са рисувани с птичи тор и представляват отделни групи мъже, жени и животни в някакви обредни действия. Многобройните аналогии между находките от бронзовата епоха в нашите земи и по-специално от Южна България с материали от Троя и други находища в Мала Азия, от една страна, и с находища в Континентална Гърция и островите в Егейско море, от друга, говорят за синхронно развитие. Това се дължи на дълговременни интензивни връзки на широки територии между населението на балкано-дунавския и егейско-анатолийския свят.

## Находки въвВарненско
Бронзовата епоха е датирана във времето 2800 – 1200 г. пр. Хр. и се дели на три периода – ранна (2800 – 2100 г. пр. Хр.), средна (2100 – 1650 г. пр. Хр.) и късна (1650 – 1200 г. пр. Хр.). Основната група от находки във Варненския археологически музей произлиза от драгажните работи в езерата и се отнася само за ранната бронзова епоха. Отделни находки са намерени на платото над Девня. По-горе бе казано, че селищата от ранната бронзова епоха припокриват тези от късната каменно-медна епоха. Освен това те са значително по-големи като размери – достигат до 400 метра дължина успоредно на бреговата ивица на езерата.
Важната особеност за бронзовата епоха във Варненско е липсата на връзка с предходната епоха. По-горе бе казано за пластовете под водата и тяхното прекъсване с празен пласт между тях. Това е лесно установимо и при сравнение на материалната култура на едната и другата епоха. Изчезват ниските разлати съдове, украсени с боя, графит или инкрустирани геометрични мотиви. Появяват се кани с дръжки и скосени устия, паници и аскоси. На преден план излиза само врязана и набодена украса, образуваща пояси по плещите на съдовете. Друга е и повърхността на съдовете, а и съставът на глината се различава. Изчезва напълно идолната пластика, променя се формата на каменните брадви. Тези аргументи за промяна на материалната култура всъщност показват смяната на населението. Остава неизяснено защо новото население се е настанило на мястото на старите енеолитни селища. Дали все пак разликата между двете нива на морето не е твърде дълга във времето и новите заселници са намерили следи от старите селища. Дендрохронологични изследвания на колове от селището при Арсенала показват устойчивост на двете групи проби – от енеолитната и от бронзовата епоха. От проучените проби не са открити такива, които да се застъпват, т.е. разликата между двете епохи е по-голяма от възрастта на изследваните дървета. Важно за изучаването на бронзовата епоха е това, че във всички потънали селища – 13 открити, има находки от бронзовата епоха. Размерите на селищата от тази епоха също превишават тези от предходната епоха. Това води до извода, че новото население е не само друго като етнически състав, но и по-многобройно. В района на Варненско не са намерени селища от същото време, което води до евентуалното пристигане на новите заселници по крайбрежни пътища. За находките от потъналите селища е характерно откриването на дървени предмети каквито не може да се открият в обикновените селища от праисторическата епоха. Възможно е при проучванията да бъдат намерени и много други органични материали – кожа, тъкани, плетки – всички запазени в анаеробната среда под водата.
Средната бронзова епоха (2100 – 1650 г. пр. Хр.) почти не е представена от находки във Варненско, което дава основание да се приеме, че започва ново преструктуриране на населението като място на живот. Повишеното ниво на водата в края на ранната бронзова епоха се запазва и местните заселници отиват другаде във вътрешността на страната. Находките от тази епоха са много малко и случайно открити.
Късната бронзова епоха (1650 – 1200 г. пр. Хр.), както във Варненско, така и почти в цялата страна, показва ново разместване на населението. Миграционни процеси и нови контакти са засвидетелствани през ХIII-ХII век пр. Хр. чрез колективни находки от сърпове при Суворово, бронзови сечива. Един меч, намерен в землището на с. Черковна, е уникат за това време и носи характер на произведение от степните райони. Самото наличие на колективни находки и намирането на метални изделия без следи от употреба очертават не само търговските пътища и връзки, но преди всичко бележат несигурността на времената. От друга страна, типичните и еднакви сечива говорят за нарасналия обмен и появата на предмонетните форми в търговия.
Със започването на желязната епоха етническите процеси вече приемат познатия от историята облик. Траките вече трайно са настанени по нашите земи. Започва и гръцката колонизация. Траки и колонисти активно си съжителстват. Във Варненско се проучени много тракийски некрополи, които чрез находките показват и връзките с древна Гърция и своето самостоятелно развитие.